# Mouretia larsenii
Mouretia larsenii är en måreväxtart som beskrevs av Christian Tange. Mouretia larsenii ingår i släktet Mouretia och familjen måreväxter. Inga underarter finns listade i Catalogue of Life.